# Pölich
Pölich település Németországban, Rajna-vidék-Pfalz tartományban. Lakosainak száma 469 fő (2023. december 31.).

## Népesség
A település népességének változása:
| Lakosok száma | 303  | 497  | 491  | 435  | 437  | 469  |
|               | 1975 | 2017 | 2019 | 2021 | 2022 | 2023 |